# 主馬寮
主馬寮（しゅめりょう）は律令制において宮内省に属した機関。令外官の1つ。馬および馬車装具の管理、馬の飼養や調習、牧場、輸送などに関する事務を扱った。天応元年5月（781年）ごろ設置。

## 概要
官位相当は未詳だが、頭に任じられたものをみると、従五位下相当であったと推定される。
主馬寮官人の任命の初見は、
という記述である。この時点での内厩頭である道嶋嶋足は正四位上、内厩助の紀船守が従四位上とあり、これらと釣り合いを取ろうとした形跡が見受けられる。
その後、『日本後紀』には延暦25年4月の藤原山人が主馬権助に任命されたのが最後である。大同3年6月（808年）には左右馬頭が再度任命され、この時に内厩寮とともに再編され、新たに左右馬寮が発足したものと推定される。

## 明治時代以降
1886年（明治10年）以降は、宮内省の一部局として整備。馬並びに馬車装具の管理、馬の飼養調習、牧場などに関する事務を扱った。
1927年（昭和2年）の大正天皇の大喪の礼では、皇居から新宿御苑まで棺を運ぶ牛車（轜車）に係わる作業を担当。轜車の製作から轜車を牽引するウシの調達などの作業を担った。